# 陳霖蒼
陳霖蒼（1949年6月30日—），男，蒙古族，北京人，中国京劇表演艺术家，一级演员，工淨行，師承尚長榮，曾任甘肅省京劇團團長、江蘇省京劇院院長。現在是北京中國戲曲學院表演系教授。

## 生平
陳霖蒼出生于北京，是陳永玲和言慧蘭的大兒子。其父陳永玲工京劇旦行，其母言慧蘭是言菊朋的小女兒，演評劇，舅舅言少朋工京劇生行，阿姨言慧珠工京劇旦行。
早年在甘肅省戲曲學校學習京劇表演藝術，畢業后參加甘肅省京劇團的演出工作。是尚長榮的大弟子。
1996年，他隨甘肅省京劇團到台灣，在台灣國家戲劇院主演新編古裝京劇《夏王悲歌》和京劇現代戲《原野》（曹禺原著劇本）。
后轉到江蘇省京劇院工作，主要演出作品有京劇現代戲《駱駝祥子》（老舍小說原著）等，2002年隨團到日本東京主演這部戲。
2005年，他作為江蘇省京劇院時任院長，給台灣國立臺灣戲曲專科學校（現在的國立台灣戲曲學院）附設京劇團執導《射天》。
2008年，他在台灣國立國光劇團邀請下，特別主演該團《閻羅夢》的2008年新版。

## 获奖
《夏王悲歌》和《駱駝祥子》裡的表演在1995年和1999年得到中國戲劇梅花獎（第12屆、第16屆）。
《夏王悲歌》的夏王李元昊一角在1995年得到中華人民共和國文化部第5屆文華獎的「文華表演獎」。
《駱駝祥子》的祥子一角在2000年得到中華人民共和國文化部第9屆文華獎的「文華表演獎」。